# 繡球菌
繡球菌（學名：Sparassis crispa）是繡球菌屬的一種真菌，英文俗名為花椰菜菌（cauliflower fungus）。

## 分布與種植
繡球菌的子實體為一個直徑達24英寸（61厘米）、交錯纏繞的球體。帶有孢子表面的葉狀結構扁平而捲曲，類似烤寬麵條，它們的顏色可以從白色到乳白色。在生長初期，繡球菌堅韌而且有彈性，但後來會變得柔軟。氣味宜人，肉質溫和。
繡球菌的孢子印是奶油色，光滑的橢圓形孢子長約7微米到5微米之間。
繡球菌常生長於針葉樹幹的基部，通常是松樹，還有雲杉，雪松，落葉松等，在英國相當常見。

## 烹飪用途

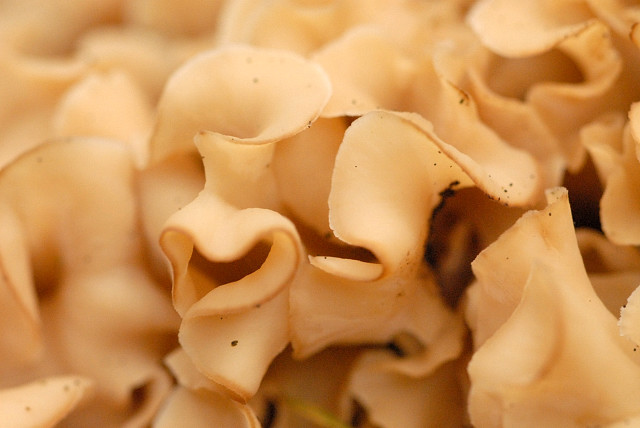
繡球菌子實體表面的葉狀結構

繡球菌在幼嫩和新鮮時被認為是一種很好的食用菌，雖然它很難清洗。根據一本記錄了四種繡球菌烹飪方式的法國食譜，毛蟲和松針容易卡在一團亂的孔隙間。繡球菌應在沸水中汆燙2-3分鐘，然後加入其他的菜餚中